# Železniční stanice Petach Tikva Kirjat Arje

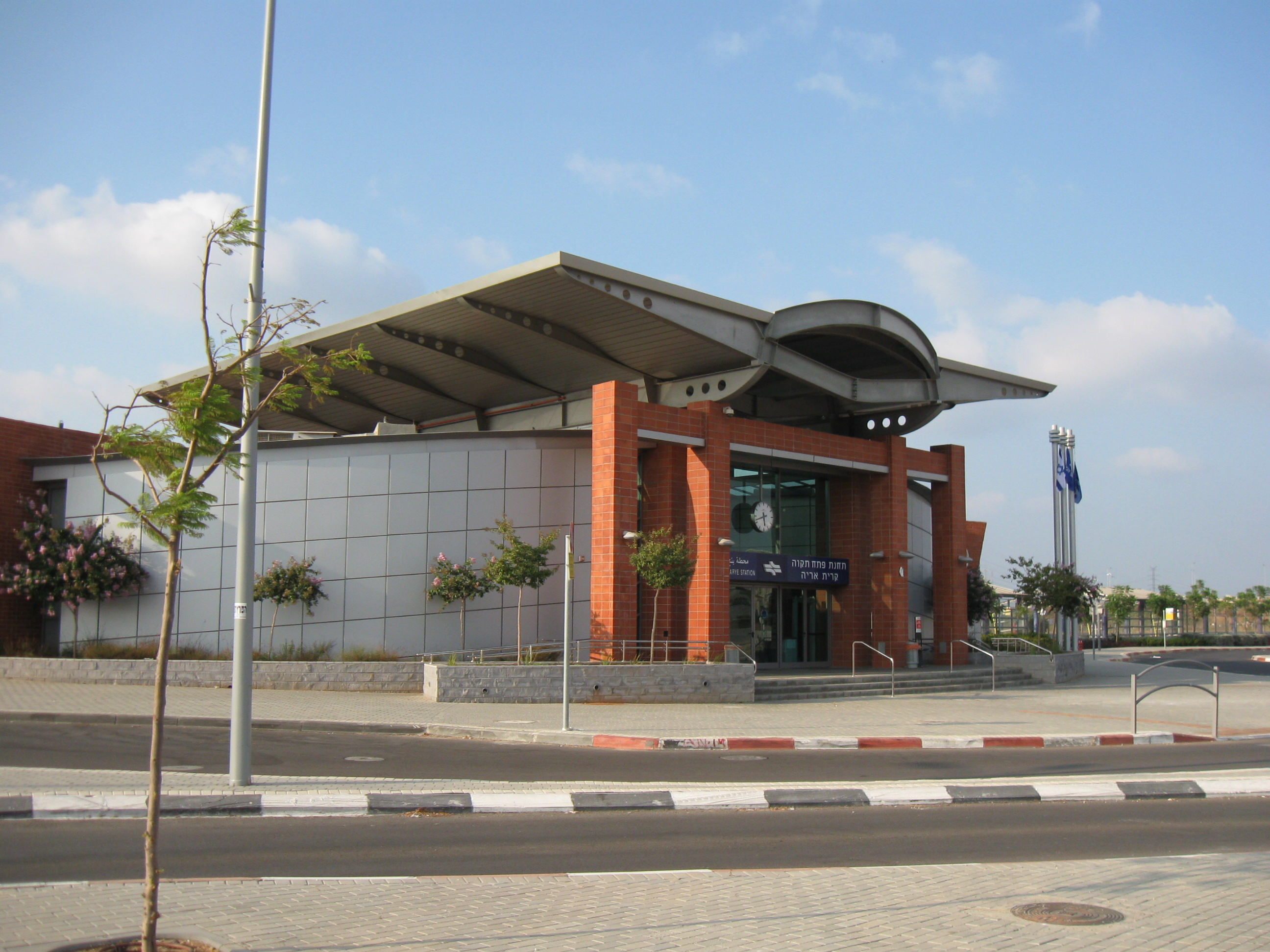
Budova železniční stanice

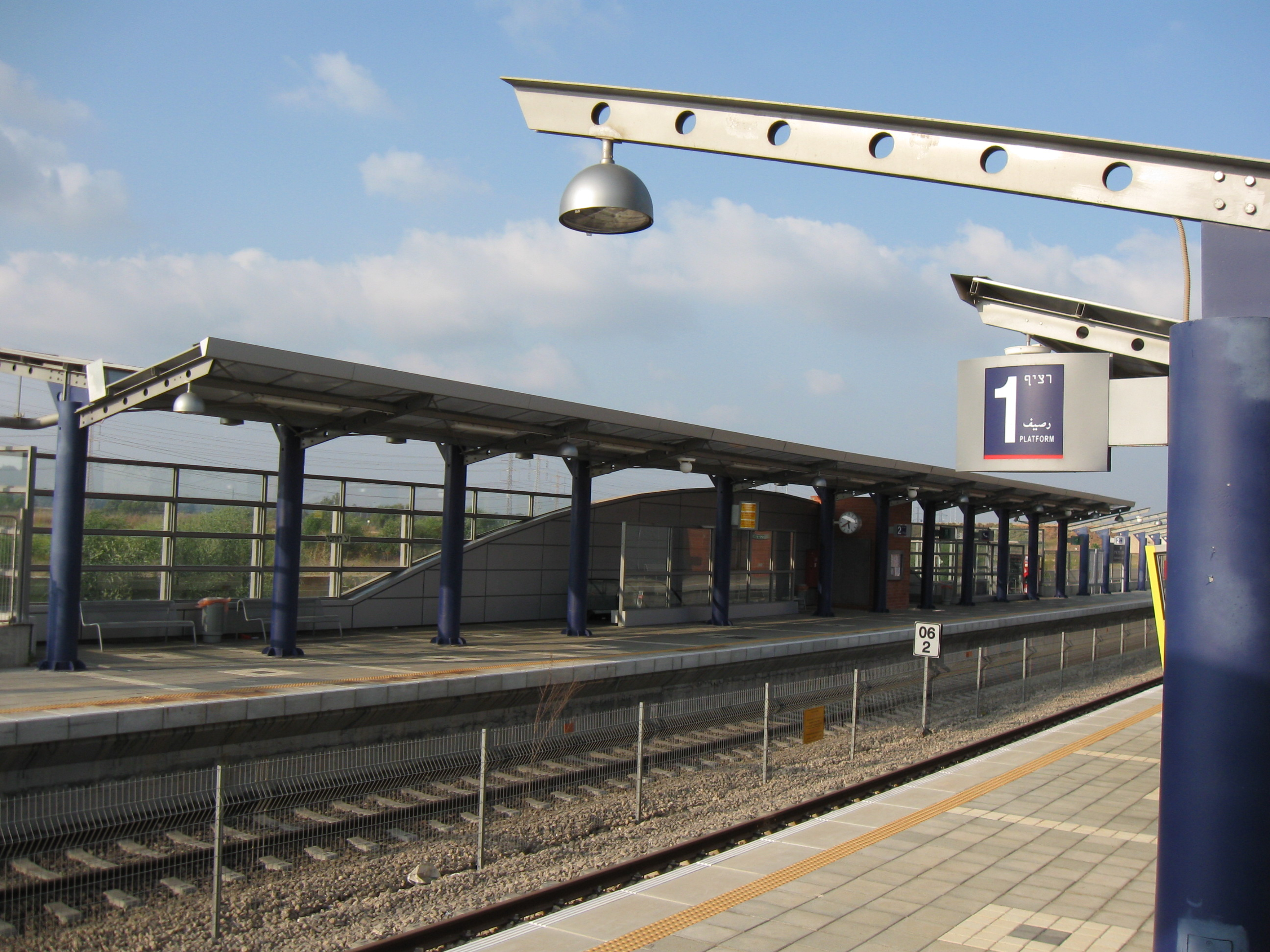
Nástupiště železniční stanice

Železniční stanice Petach Tikva Kirjat Arje (hebrejsky: תחנת הרכבת פתח תקווה קרית אריה, Tachanat ha-rakevet Petach Tikva Kirjat Arje) je železniční stanice na železniční trati Tel Aviv-Ra'anana v Izraeli.
Leží v centrální části Izraele, v pobřežní planině, cca 8 kilometrů od břehu Středozemního moře v nadmořské výšce okolo 10 metrů. Je situována na severní okraj města Petach Tikva. Jde o hustě osídlenou městskou krajinu. Severně od stanice se ale rozkládá fragment původní zemědělské krajiny, kterou protéká řeka Jarkon. Severovýchodně od stanice stojí hřbitov Jarkon. Stanice leží při ulici Derech Em ha-Mošavot. Západně od ní prochází dálnice číslo 4, která se severně od hřbitova Jarkon kříží s dálnicí číslo 5.
Stanice byla otevřena v roce 2008. Šlo o součást dlouhodobých investic směřujících k posílení a zahuštění železniční sítě v aglomeraci Tel Avivu. Stanice je obsluhována autobusovými linkami společnosti Egged. K dispozici jsou parkovací místa pro automobily, automaty na nápoje, prodejní stánky, prodej novin, bankomat a veřejný telefon.